# Kenneth Bainbridge
Kenneth Tompkins Bainbridge (27 de julio de 1904 – 14 de julio de 1996) fue un físico en la Universidad de Harvard que trabajó en investigaciones sobre el ciclotrón. Sus medidas precisas sobre la diferencia de masas entre isotopos nucleares le permitió confirmar el concepto de Albert Einstein sobre equivalencia entre masa y energía. Fue el director de la prueba Trinity del Proyecto Manhattan, que tuvo lugar el 16 de julio de 1945. Bainbridge llamó a la explosión de Trinity una "Demostración tonta y asombrosa" y dijo a J. Robert Oppenheimer inmediatamente después de la prueba, "Ahora somos unos hijos de perra" Esto marcó el comienzo de su dedicación a terminar las pruebas con armas nucleares y sus esfuerzos para mantener el control civil sobre los futuros desarrollos en el campo nuclear.

## Comienzos
Kenneth T. Bainbridge nació el 27 de julio de 1904 en Cooperstown, Nueva York. Asistió al Instituto Tecnológico de Massachusetts desde 1922 a 1926, graduándose en Ingeniería Eléctrica. Luego de completar su trabajo en el Instituto Tecnológico de Massachusetts se unió a la Universidad de Princeton. Los primeros años desarrolló un interés en física y eligió este nuevo interés en Princeton. En 1929 le fue otorgado un PhD en este nuevo campo.
Bainbridge disfrutó de prestigiosas becas luego de su graduación, la primera otorgada por el Consejo Nacional de Investigación, luego la Fundación Bartol para la Investigación y finalmente la Beca Guggenheim. Cuando su Beca Guggenheim finalizó, aceptó un trabajo como Profesor Asociado en la Universidad de Harvard y comenzó su trabajo con un par de ciclotrones. Su trabajo en Harvard resultó en su reclutamiento como líder del proyecto Laboratorio de Radiación de Radar. Trabajó con muchos físicos notables en el laboratorio, incluyendo Hans Bethe y Robert Bacher. Su siguiente asignación sería el llamado a ensamblar una bomba atómica.
En 1932, Bainbridge desarrolló un espectrómetro de masa con un poder de resolución de 600 y una precisión relativa de una parte en diez mil. Utilizó este instrumento para verificar la equivalencia de masa y energía (E = mc2).

## El Proyecto Manhattan
En mayo de 1943, Bainbridge se unió al personal del Proyecto Y en Los Álamos. Primero lideró el laboratorio E-9, que estaba encargado del desarrollo de instrumentación. Luego de la reorganización del laboratorio en 1944, trabajó con George Kistiakowsky como líder del laboratorio X-2. En esta posición estuvo a cargo de la ingeniería del dispositivo y la preparación de la prueba. El 16 de julio de 1945, Bainbridge y sus colegas detonaron la bomba. Luego de la explosión de la bomba atómica se volteó hacia J. Robert Oppenheimer y dijo, "Ahora somos unos hijos de perra".
Bainbridge se sintió aliviado que la prueba Trinity hubiera sido un éxito, relatando en 1975 en el Boletín de los Científicos Atómicos, "tuve una sensación de regocijo de que el dispositivo haya explotado apropiadamente seguido por una sensación de alivio. No tuve que ir a la torre a ver que había salido mal"

## Posguerra
Bainbridge regresó a Harvard después de la guerra e inició la construcción de un sincro-ciclotrón de 96 pulgadas, que desde entonces ha sido desmantelado. Desde 1950 hasta 1954 dirigió el Departamento de Física de Harvard. Durante esos años, provocó la ira del senador Joseph McCarthy por la agresiva defensa de sus colegas en la academia. Durante la década de 1950 Bainbridge se mantuvo como un defensor abierto del control civil del poder nuclear y el abandono de las pruebas nucleares. En 1976 se retiró de Harvard. Murió en 1996 a la edad de 91 años.